# Luka Marin
Luka Marin (ur. 16 marca 1998 w Osijeku) – chorwacki piłkarz, grający na pozycji lewego obrońcy lub  lewego pomocnika w bośniackim klubie Zrinjski Mostar.